# Mila (botanică)
Mila caespitosa este o specie de cactus (familia Cactaceae) și unica specie din genul Mila. Numele generic este anagrama cuvântului Lima, oraș din Peru.